# Francisco Tobar García
Francisco Tobar García (Quito, 3 de noviembre de 1928 - Ibidem, 1 de febrero de 1997) conocido como Paco Tobar, fue un poeta, dramaturgo, cuentista, ensayista, periodista, crítico literario, diplomático y profesor universitario ecuatoriano.
Tenía un doctorado en Literatura de la Pontificia Universidad Católica del Ecuador. Fue profesor invitado en la Universidad Nacional de La Plata en Argentina, la Sorbona en París y la Universidad Complutense de Madrid . Se desempeñó como diplomático del gobierno ecuatoriano en España, Haití y Venezuela. También fue director de la división editorial de la Casa de la Cultura Ecuatoriana.

## Biografía

### Primeros años
Francisco Tobar García nació en Quito en 1928, en el seno de una familia de la alta sociedad quiteña y guayaquileña, con una fuerte tradición católica A pesar de esta influencia paterna, al ser hijo del conservador Julio Tobar Donoso y Ángela García Gómez, sobrina nieta de García Moreno, disfrutó de libertad en sus lecturas, siendo su primo Alfredo Luna Tobar una figura clave en su desarrollo literario, actuando como mentor y crítico. Su temprana exposición al teatro se dio a los cuatro años, participando en una obra de una compañía francesa debido a su dominio del idioma. Cuando era niño viajó a Santiago de Chile por problemas de salud y una etapa en un internado en Quito que, si bien cultivó su oído para el verso a través de la lectura en voz alta, también le generó sufrimiento y miedo debido a la rigidez y los castigos.
A los nueve años, comenzó a experimentar con el teatro de títeres junto a sus compañeros. Un momento significativo fue su temprana lectura de "Romeo y Julieta", que despertó su interés por las obras románticas. Estudió en el Colegio San Gabriel que fue crucial para su formación literaria. Su inquietud creativa lo llevó a escribir y dirigir sus primeras obras de teatro durante la secundaria, mostrando ya un talento precoz. La consolidación de su vocación literaria se dio con el estreno de su primera comedia, "La farsa de un extranjero", y la formación del grupo literario "El Parnaso" junto a otros estudiantes poetas. Paralelamente, su conflicto interno con la rigidez religiosa de su educación se intensificó, llevándolo a considerarse un "neopagano" en rechazo a las normas religiosas, algo que resolvería después en su vida al abrazar el agnosticismo. 

### Carrera literaria

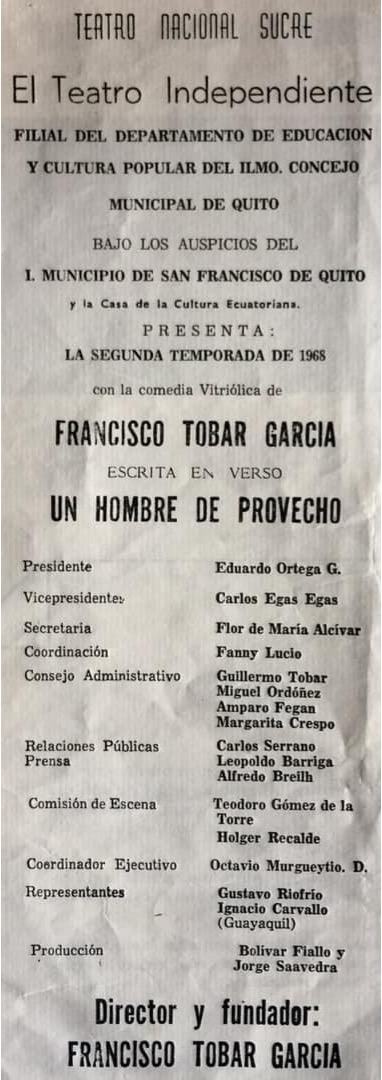
Anuncio de El Teatro Independiente por presentarse en el Teatro Sucre

Tras graduarse de bachiller y comenzar sus estudios de derecho, su vida tomó un giro bohemio, trabajando como profesor y viajando por Europa. De regreso en Quito, lideró el "Café Bohemio" y participó en el grupo cultural "Presencia", donde publicó sus primeros poemarios, "El grifo mal cerrado" y "Amargo", este último con una recepción notable que lo consagró como una voz nueva en la lírica ecuatoriana, recibiendo elogios incluso de figuras internacionales como Vicente Aleixandre. Su siguiente poemario, "Segismundo y Zalatiel", exploró contrastes temáticos y estilísticos, generando incluso críticas por su contenido por parte de figuras conservadoras, lo que refleja la tensión entre su creatividad y las normas sociales de la época. Después publicó "Naufragio", un poemario que experimentó una larga elaboración hasta su versión definitiva en 1962. Esta obra se caracteriza por un ambiente cargado de alegorías religiosas oscuras y sacras, entrelazadas con imágenes marinas y un bosque sumergido donde además rinde homenaje a Góngora.
En el ámbito teatral, 1953 marcó la formación del grupo "Teatro El Independiente" en Quito por Arístides Meneguetti, el cual fue dirigido por Tobar desde 1954 hasta 1970, impulsando significativamente la escena ecuatoriana. En 1954, Tobar escribió "El Miedo", obra que anticipaba sus temas recurrentes de la muerte y la soledad. Le siguieron "Las mariposas" y "Témpera", esta última sin éxito. Ese mismo año, publicó el poemario "Smara", compuesto por veinte sonetos que buscaban la perfección formal y exploraban la idea de la nada, evocando una ciudad perdida en el desierto y transformando la cotidianidad en imágenes de desolación y tensión. En 1957, Tobar contribuyó con un ensayo titulado "Teatro durante los años 1944 a 1956 visto por un autor" en la publicación "Trece años de cultura nacional".

### Reconocimiento
En ese mismo año, Tobar obtuvo el Premio nacional de teatro, siendo considerado el mayor dramaturgo ecuatoriano del siglo XX y un destacado poeta de su tiempo, con un estilo elegante y refinado en su poesía. Entre 1961 y 1963, dirigió la editorial de la Casa de la Cultura, donde además grabó su lectura de algunas obras. Durante este periodo, Tobar viajó con el Teatro Independiente por varios países de América Latina, mientras continuaba sus labores en la Universidad Católica y obtenía su ingreso a la Academia Ecuatoriana de la Lengua en 1967. A partir de 1969, condujo un programa televisivo irónico llamado "El Hombre impredecible". El propio Tobar ofreció su perspectiva sobre algunas de sus obras, como "El Miedo" y "Las Mariposas", mientras que Rodríguez Castelo destacó su pieza "Parábola" como una de sus mejores, con una atmósfera kafkiana y personajes simbólicos. Tras esta etapa, su obra teatral evolucionó hacia temáticas de intrigas burguesas, con un humor ácido e irónico, y una marcada tendencia al verso, donde los personajes excéntricos que interpretaba en escena le dieron una particular fama.
Su situación económica era favorable, pero su vida familiar se deterioró, volcando sus sentimientos en la poesía y creando "Canon Perpetuo" (1963), considerado por la crítica como una obra ambiciosa, que continuaba la exploración de "Naufragio" con mayor extensión y libertad lírica, abordando temas de la infancia, el instinto, la razón, la naturaleza y el amor. En los años siguientes, sostuvo una disputa en la Universidad Católica y escribió la comedia "Balada para un imbécil". Su obra "En los ojos vacíos de la gente" recibió un premio internacional de la UNESCO, y publicó piezas como "Las sobras para el gusano" y "Tres piezas de Teatro". Su teatro, caracterizado por una acción limitada en favor del desarrollo de las ideas, abarcó diversos géneros y estilos, consolidando su reputación como un dramaturgo. En 1970, Francisco Tobar García estrenó el drama "El Búho tiene miedo a las tinieblas" y la comedia "Asmodeo Mandinga". El primero marcó una especie de despedida de los escenarios para él, reflejando en sus palabras un cansancio y una visión pesimista del mundo contemporáneo. Durante sus años al frente del "Teatro El Independiente", Tobar fue primer actor y director junto a diversas figuras de la escena ecuatoriana, logrando un éxito económico y de crítica durante veintiséis temporadas.

### Vida en España

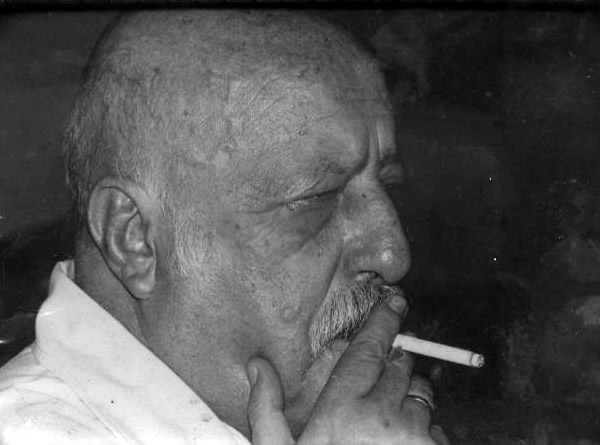
Fotografía de "Paco Tobar"

En 1968, buscando escapar de conflictos personales, se exilió voluntariamente a España. En sus inicios en Madrid, Tobar trabajó como obrero de imprenta, pero pronto se unió al equipo de escritores de la prestigiosa "Revista Crítica Literaria", bajo la dirección de Ramón Solís, estableciendo importantes lazos con figuras literarias europeas y latinoamericanas. Su carrera diplomática comenzó en 1971 como Adjunto Cultural en la Embajada de Ecuador en Madrid, ascendiendo posteriormente a roles en Haití y Caracas, antes de regresar a Quito en 1986 como jefe del departamento cultural de la Cancillería. Durante sus quince años en el servicio exterior, mantuvo una colaboración periodística constante con medios ecuatorianos, escribiendo sobre literatura, arte y personajes. Publicó ensayos sobre Marcel Proust, Rainer María Rilke y Pablo Palacio, este último sirviéndole para obtener su doctorado en Letras. En 1977, apareció su novela autobiográfica "La corriente era limpia", una obra que generó controversia por su tratamiento de las experiencias juveniles del autor y que fue prácticamente retirada de circulación en Quito. Después publicó "Pares o Nones" (1979), otra novela autobiográfica que, a pesar de ganar un premio en España que finalmente no se concretó, también causó escándalo en Quito por la descripción de personajes femeninos y fue igualmente retirada de la venta.

### Regreso a Ecuador y últimos años
En el ámbito poético, Tobar publicó en 1978 "Dhánu", un poemario dedicado a su segunda esposa, y en 1981 "Grandes Comedias", una recopilación de obras teatrales. En 1983, lanzó "Los quiteños", una colección de cuentos irónicos sobre personajes de su ciudad natal que también sufrió problemas de distribución. Tras regresar a Ecuador en 1986 y jubilarse, su vida personal estuvo marcada por matrimonios fallidos y problemas de salud. En sus últimos años, residió en Guayaquil, donde escribió una columna literaria para "El Telégrafo" que alcanzó popularidad pero fue cancelada. Se casó por tercera vez con Elena Caicedo Tenorio, quien lo cuidó hasta su fallecimiento. En 1991, se publicó su novela "Autobiografía admirable de mi tía Eduvigis", una obra cómica que satirizaba la moral de la época. Tobar, falleció en Quito en 1997 a los sesenta y ocho años, víctima de cáncer pulmonar. De manera póstuma, La Casa de la Cultura reeditó sus obras junto a las de Francisco Granizo.

## Recepción y crítica de su obra
En la década de los sesenta, Tobar se encontró inmerso en un complejo entramado procesos artísticos, ideológicos y políticos, influenciado profundamente por la convulsa situación latinoamericana marcada por regímenes dictatoriales y el fervor revolucionario, especialmente tras la Revolución Cubana. Los novelistas latinoamericanos alcanzaron fama mundial gracias a sus escritos con fuerte contenido político y social, difundidos globalmente a través de traducciones, viajes y, en ocasiones, el exilio. En Ecuador, autores como Jorge Icaza continuaron explorando la idiosincrasia nacional, mientras que otros, como Benjamín Carrión, exhibían militancia socialista. A pesar del contexto de transformación social y el auge del "realismo mágico" que incorporó lo mítico y lo mágico a la literatura, Tobar se mantuvo al margen del activismo político, defendiendo la autonomía del arte y la primacía de la estética en su teatro. A pesar de las afirmaciones del autor, su obra fue interpretada por críticos como Ricardo Descalzi como una crítica a la burguesía ecuatoriana.
Esto sin embargo iba en contra de la concepción de arte de Tobar que concebía su obra como algo independiente del activismo político, con temáticas críticas en general, no enfocadas en el ámbito económico y que además se consideraba asimismo un burgués. Por esto afirmaría:

Nací señalado, almagrado definitivamente con un calificativo infamante para la nueva época: el de burgués. El problema de América, perdón respetable público, no es el mestizo, ni el indio: es el blanco. El hombre blanco es el extranjero entrometido y degenerado. Estoy seguro que esta argumentación sentimental hará patalear de candor a los sentimentales. ¡Qué se levante la horca! Ha hablado un burgués. ¡Muera la burguesía! Y no soy un amargado. No se amarguen por eso. Los amargados son los que no han nacido en la burguesía y quieren llegar a ella por cualquier camino. Soy un hombre feliz y tengo camisa. Me la pueden quitar. Yo he dado testimonio indirecto de esta época. No he hecho por lo tanto una crónica de este tiempo. He devuelto por amor a mi prójimo, amor en vez de odio. Arte por ira.
Francisco Tobar García - Teatro

## Honores
- En 1957 ganó el Premio Nacional de Teatro.
- Premio Internacional UNESCO por su obra de teatro "En los ojos vacíos de la gente". Este premio implica que la obra pasa a formar parte del patrimonio artístico de la humanidad y es preservada por la UNESCO.
- Orden Nacional al Mérito en el grado de Oficial en 1966 por su contribución al teatro nacional.
- Se creó el premio en dramaturgia "Francisco Tobar García" otorgado por el Concejo Metropolitano de Quito.[18]

## Obras

### Poesía
- Amargo (Quito: Ed. Presencia, 1951)
- Segismundo y Zalatiel (Quito: Ed. Presencia, 1952)
- Naufragio y otros poemas (Quito: Ed. Casa de la Cultura, 1962)
- Dhanu (Madrid: Oficina de Educación Iberoamericana, 1978)
- Ebrio de eternidad (Quito: Ed. Banco Central de Ecuador, 1992)
- El grifo mal cerrado (poemario, 1949)
- Amargo (poema largo, 1951)
- Segismundo y Zalatiel (poemario, 1952)
- Naufragio (poemario, 1953, con ediciones posteriores)
- Smara (poemario de sonetos, 1954)
- Canon Perpetuo (poemario, 1963)

### Novelas
- Pares o nones (Madrid: Ed. Planeta, 1979) - Premio Marbella en España
- La corriente era libre (Bogotá: Ed. Paulinas, 1979)
- Autobiografía admirable de mi tía Eduvigis (Quito: Ed. El Conejo, 1991) - considerada la obra maestra de Francisco Tobar García por la crítica

### Cuentos cortos
- Los quiteños (Quito: Ed. Central de Publicaciones, 1991)

### Libros de dramaturgia
- Tres piezas de teatro: Extraña Ocupación, La Dama Ciega, Cuando el Mar no existía (Quito: Ed. Casa de la Cultura, 1962)
- Teatro (dos tomos que recogen varias de sus obras de teatro, 1962)
- Las sobras para el gusano (pieza teatral, 1965)
- El Amargo misterio y otras piezas (1970)
- Grandes comedias (Quito: Ed. Casa de la Cultura, 1981)

### Lista de obras de teatro
- Los Bandidos (puesta en escena, adaptación)
- Casa de Naipes (pieza larga, escrita y dirigida)
- La farsa de un extranjero (comedia breve)
- El Miedo (obra de teatro, 1954)
- Las mariposas (obra de teatro)
- Témpera (obra de teatro)
- Los prejuicios sociales (primera pieza seria, 1946)
- Final para una Historia
- Después del olvido
- Yanasqui o Casa de Naipes
- La Res (obra de teatro, 1956)
- La Tiniebla exterior (obra de teatro, 1957)
- Atados de pies y manos (obra de teatro, 1957)
- Todo lo que brilla es oro (obra de teatro, 1958)
- Trasmigración del avaro (obra de teatro, 1959)
- El Silencio (obra de teatro, 1960)
- La noche no es para dormir (obra de teatro, 1960)
- Alguien muere la víspera (obra de teatro, 1961)
- La llave del abismo (obra de teatro, 1961)
- Una gota de lluvia en la arena (obra de teatro, 1963)
- El arca de Noé (obra de teatro, 1963)
- El Ave muere en la orilla (obra de teatro, 1964)
- El Recreo (obra de teatro, 1964)
- Las Ramas desnudas (obra de teatro, 1965)
- El César ha bostezado (obra de teatro, 1965)
- Extraña ocupación (obra de teatro, 1966)
- La Gallina de los huevos de oro (obra de teatro, 1966)
- Cuando el mar no exista (obra de teatro, 1967)
- Un León sin melena (obra de teatro, 1967)
- La Dama ciega (obra de teatro)
- Un hombre de provecho (obra de teatro, 1968)
- En los ojos vacíos de la gente (obra de teatro, 1969)
- Balada para un imbécil (comedia, 1969)
- Los Dioses y el Caballo (drama heroico)
- La Parábola (obra de teatro)
- En una sola carne o La Trampa (obra de teatro)